# Tarata (provincie)
Tarata is een van de vier provincies in de regio Tacna in Peru. De provincie heeft een oppervlakte van 2.820 km² en heeft 7.745 inwoners (2015). De hoofdplaats van de provincie is het district Tarata.
De provincie grenst in het noorden aan de provincie Candarave en regio Puno, in het oosten aan Bolivia, in het zuiden en in het westen aan de provincie Tacna.

## Bestuurlijke indeling
De provincie Tarata is onderverdeeld in acht districten, UBIGEO tussen haakjes:
- (230403) Estique
- (230404) Estique-Pampa
- (230402) Héroes Albarracín
- (230405) Sitajara
- (230406) Susapaya
- (230401) Tarata, hoofdplaats van de provincie
- (230407) Tarucachi
- (230408) Ticaco

Candarave · Jorge Basadre · Tacna · Tarata